# Fiji i olympiska sommarspelen 1960
Fiji deltog i de olympiska sommarspelen 1960 med en trupp bestående av två deltagare. Ingen av landets deltagare erövrade någon medalj.

## Friidrott
Herrarnas 100 meter
- Sitiveni Moceidreke
  - Heat - 10,8 - 3:e plats
  - Kvartsfinal - 10,7 - 7:e plats (gick inte vidare)

Herrarnas 200 meter
- Sitiveni Moceidreke
  - Heat - 21,8 - 4:e plats (gick inte vidare)

Herrarnas diskuskastning
- Mesulame Rakuro
  - Kval - 47,18 - 32:a plats (gick inte vidare)